# Сокол, Арон Моисеевич
Арон Моисеевич Со́кол (1905—1975) — советский специалист в области разработки систем приборов управления стрельбой (ПУС).

## Биография
Родился 14 (27 июля) 1905 года в селе Круглое (ныне Московская область).
Окончил ЛЭТИ (1930) и ВМА имени К. Е. Ворошилова (1931). Специалист в области морского приборостроения.
Работа:
- 1931—1941 инженер-конструктор, начальник бюро нормализации, старший инженер проектно-конструкторского сектора КБ завода 212 (г. Ленинград).
- 1943—1944 старший инженер КБ завода 706 (Москва).
- 1944—1973 ведущий конструктор, начальник лаборатории, начальник инженерно-проектного сектора, зам. начальника ПКО, ведущий конструктор МНИИ-1 (Москва).

Участник обороны Ленинграда (1941—июль 1942).

## Награды
- орден Красной Звезды (1944).
- Сталинская премия первой степени (1946)[2] — за разработку новой системы приборов управления стрельбой корабельной артиллерии[3]